# Manuel da Silva Rosa
Manuel da Silva Rosa (Vila do Valverde, Madalena do Pico, Açores, 1961), ou Manuel Rosa, é um doutorado em História Insular e Atlântica (séculos XV-XX) pela Universidade dos Açores, autor e historiador açoriano, que emigrou para os Estados Unidos em 1973. Além de historiador, é também poeta, músico e produtor, e está envolvido no planeamento das etapas de uma regata para reviver a rota de retorno de Colombo. Foi um dos Membros Fundadores da Associação Cristóvão Colon em Cuba, e contribuidor para os painéis e artigos do museu Centro Cristóvão Colon em Cuba. Vive actualmente no estado da Flórida, nos Estados Unidos.
Após 15 anos de pesquisas sobre a vida de Cristóvão Colombo, Silva Rosa publicou, em co-autoria com Eric James Steele, o livro O Mistério Colombo Revelado (Lisboa: Ed. Ésquilo, 2006), e depois Colombo Português Novas Revelações (Lisboa: Ed. Ésquilo, 2009), o último com Prefácio de Joaquim Veríssimo Serrão, e 'COLÓN, La Historia Nunca Contada (Badajoz: Ed. Ésquilo, 2009).
A sua tese de doutoramento Cristoforo Colombo versus Cristóbal Colón - Cristoforo  Colombo, the weaver from Genoa, was not Don Cristóbal Colón, the navigator from Ibéria foi mencionada no último livro do Professor João Paulo Oliveira e Costa "No estudo recente de Manuel Rosa, que, respeitando escrupulosamente as fontes, deixa clara a impossibilidade de Colón ter nascido no seio de uma família de tecelões genoveses.”
Manuel Rosa é o único historiador português colaborando nos estudos de DNA promovidos pela Universidade de Granada relativos à Teoria Portuguesa e tem participado em várias conferências, a convite de universidades portuguesas e estrangeiras (incluindo Universidade Duke), tem sido entrevistado pela BBC Radio e WNPR, além de vários documentários em Espanha e Polónia apresentando algumas das suas teorias sobre a origem portuguesa de Cristóvão Colombo.
Rosa serviu de conselheiro à UNESCO e ao governo do Haiti sobre o suposto descobrimento da nau Santa María de Colombo por Barry Clifford. A informação que forneceu ao ministro de Cultura do Haiti apoiou a recusa de Haiti e da UNESCO contra Barry Clifford.
Rosa trabalhou como analista de TI na Universidade de Duke em 2008. Argumentou que Columbus era um agente secreto, descrevendo-o como o "James Bond do seu tempo".

## Obras
- O Mistério Colombo Revelado. Ésquilo, Portugal, 2006 (ISBN 978-9728605865)
- Colombo Português-Novas Revelações. Ésquilo, Portugal, 2009 (ISBN 978-9898092533)
- Colón. La Historia Nunca Contada. Ésquilo, Espanha, 2010 (ISBN 978-9898092663)
- Colombo português - novas revelações. Edição digital, iPhone e Kindle Edition, Association Cristovao Colon, EUA 2012, (ASIN: B0077EGC7W) - indisponível
- Colombo: História do Mistério, Censura e Invenção, (TOMO I - OS PONTOS CARDEAIS). Edição digital, iPhone e Kindle Edition, Association Cristovao Colon, EUA 2013
- Kolumb. Historia Nieznana, Rebis, Polónia, 2012 (ISBN 978-8375107227)
- Kolumbas. Atskleistoji istorija, Charidbe, Lituânia, (ISBN  978-9955739449)
- Desvendando enigmas e falsidades sobre Cristóvão Colon. Sua nobreza, a localização do forte Natividad, e verdadeiro destino de Santa Maria, e-Spanish Legal History Review, N.º 19 ENERO 2015[13]
- A will without a way. A critical review of how the Christopher Columbus Mayorazgo of 1498 continues to perpetrate a fraud against historians and history. e-Spanish Legal History Review, N.º 21 JUNIO 2015[14]
- Columbus - The Untold Story, Outwater Media Group, Estados Unidos da America, 2016 (ISBN 978-0578179315) - nomeado melhor livro sobre história de 2016[15]
- Colombo: Mistério Resolvido, Arandis Editora, Portugal, 2017
- Portugal e o segredo de Colombo, Alma dos Livros, Portugal 2019[16][17]

## Prémios
- Boston Globe Art Merit Award (1976)[18]
- Lockheed Martin Lightning Award (2002)[18]
- Special Recognition Award pelo 2015 American Institute of Polish Culture[12]
- The Best Self-Published Books of 2016 pelo The Huffington Post[15][17]
- Independent Press Award in World History (2017)[19][20][21]
- 2017 MediaTravel Columbus Award, Lodz, Poland[22]
- 2018 Winners of the New York City Big Book Award[23]